# الطب في أذربيجان
الطب في أذربيجان هذا الدواء في أذربيجان على حماية صحة ورفاه مواطني جمهورية أذربيجان.وتشكل الإصلاحات في مجال الرعاية الصحية جزءا لا يتجزأ من برنامج التنمية الاستراتيجية العالمية للهياكل الأساسية الاقتصادية والاجتماعية.

## التاريخ الطب في أذربيجان
العلوم الطبية في أذربيجان نشأت من العصور القديمة.ونتيجة للحفريات الأثرية في مستوطنة تشالاغانتيبي في أذربيجان، تم اكتشاف جمجمة بشرية تعود إلى الألفية الرابعة وتتبع آثارها قبل العصر.في القرنين الثامن والرابع قبل الميلاد، والأراضي القديمة في أذربيجان، مناع ووسائل الإعلام، وضعت تحت تأثير الآشور والطب البابلي.واستندت نظرية الطب في الأتروبين والدول الألبانية القوقازية إلى نظرية أربعة عناصر (النار والمياه والتربة والهواء) نشأت من الزرادشتية القديمة.أعمال أبقراط وغالين وعموما بدأت تنتشر في جميع أنحاء اليونانية اليونانية اليونانية القديمة.من القرن الرابع الميلادي، أصبح الطب التركي، المعروف باسم توركيل (الشامانية، الجراحة، السحر، والعلاجات الطبيعية) أكثر انتشارا.استخدم الأطباء الجمبري التركي (الشامان) أو الأب (أسنان الأعشاب)، والدواء إلى الأب.واعتبرت إلهة المساحات الخضراء الوصي على الأطباء.بعد الغزو العربي (السابع-الثامن قرون)، بدأ المفهوم الجديد للطب الطبي، ودعا الطب الإسلامي أو الطب اليوناني العربي، تنتشر في أذربيجان.واستند هذا المفهوم أساسا إلى نظريات أبقراط وغالينيوس. ويعتبر أبو علي ابن سينا (980-1037) أكثر العلماء احتراما في جميع البلدان الشرقية، بما في ذلك أذربيجان.
وفي الفترة 1920-1940، أنشئت في أذربيجان مئات من المستوصفات والصيدليات والمستشفيات الجديدة.وفي عام 2004، أنشئت رابطة المؤرخين الطبيين في أذربيجان.وفي عام 2005، ضمت اليونسكو ثلاثة مخطوطات طبية في العصور الوسطى في معهد المخطوطات في قائمة برنامج الذاكرة العالمي.وفي الفترة من 12 إلى 14 يونيو 2006، استضافت باكو المؤتمر الدولي الأول حول الطب التقليدي والصيدلة في المخطوطات في القرون الوسطى.

## قانون جمهورية أذربيجان بشأن حماية صحة السكان
حماية صحة السكان هي مزيج من التدابير السياسية والاقتصادية والقانونية والعلمية والطبية والصحية والنظافة التي تهدف إلى حماية الصحة البدنية والعقلية لكل شخص، وزيادة طول عمره النشط، وتوفير الرعاية الطبية.وينظم هذا القانون العلاقات بين المواطنين وسلطات الدولة في مجال الصحة العامة، فضلا عن العلاقات بين مقدمي الرعاية الصحية الحكومية وغير الحكومية.ويتألف تشريع جمهورية أذربيجان في مجال الحماية الصحية من دستور جمهورية أذربيجان، وهذا القانون، وغيره من القوانين التشريعية ذات الصلة في جمهورية أذربيجان، والمعاهدات الدولية التي تكون جمهورية أذربيجان طرفا فيها.نظام الرعاية الصحية الحكومية السلطة التنفيذية ذات الصلة في جمهورية أذربيجان والمؤسسات الطبية والوقائية والعلمية والبحثية والتعليمية والصيدلانية والصحية والوقائية، فضلا عن المؤسسات العاملة في مجال الخدمات اللوجستية للرعاية الصحية والمعدات الطبية والأدوية والصرف الصحي - خدمة علم الأمراض الوبائية، فحص الطب الشرعي.نظام الرعاية الصحية غير الحكومية يشمل نظام الرعاية الصحية غير العام الأفراد العاملين بالطريقة التي ينص عليها القانون والتعامل مع الملكية الخاصة، بما في ذلك الشركات الطبية والصيدلانية التي تشكل الممتلكات البلدية والأفراد العاملين في مجال الأدوية الشخصية والأنشطة الصيدلانية.ورفاه السكان الصحي والوبائي هو حالة من الصحة العامة وظروف معيشة الناس حتى لا تكون عوامل هذه البيئة خطرة وضارة بالجسم البشري، وهناك ظروف مواتية للنشاط البشري. والامتثال للوائح الصحية والقواعد الصحية كجزء لا يتجزأ من أنشطتها من جانب المؤسسات والمنظمات والمكاتب والمسؤولين والمواطنين بصرف النظر عن شكل تبعية وملكية السلطات العامة والرابطات العامة؛ إجراء دورات تدريبية صحية تهدف إلى إيجاد نمط حياة صحي، وارتفاع مستوى ثقافة الصرف الصحي بين السكان؛ معلومات شاملة عن صحة السكان، والنظافة الصحية، وعلم الأوبئة، والوقاية، والتدابير الصحية الصحية، وتدابير مكافحة الأوبئة؛ ومراقبة الحالة الصحية والإدارة، ومراقبة الإنتاج، ونظام الرقابة العامة.ويحدد قانون جمهورية أذربيجان بشأن التأمين الطبي الأساس التنظيمي والقانوني والاقتصادي للتأمين الطبي للسكان وينظم العلاقات بين مواضيع التأمين الطبي.التأمين الطبي وأشكاله التأمين الطبي، بوصفه شكلا من أشكال الحماية الاجتماعية للسكان في مجال الحماية الصحية، يضمن الدعم الطبي والصيدلاني لسكان جمهورية أذربيجان في حالة وقوع حادث مؤمن عليه.التأمين الطبي إلزامي وطوعي.

## جامعة أذربيجان الطبية
جامعة أذربيجان الطبية هي مركز العلوم التي تجمع بين الآلاف من الطلاب في جميع أنحاء العالم مع الأطباء والمهنيين المحترفين، وكذلك الأكاديميين الذين هم في رعاية السكان.وترتبط العملية التعليمية هنا ارتباطا مباشرا بالبحث العلمي والإنجازات في مجال الصحة.تأسست جامعة أذربيجان الطبية (أسو) في عام 1930 على أساس جامعة ولاية باكو (بسو) كلية الطب.الجامعة نفسها لديها تاريخ من ما يقرب من 100 سنة.والجامعة الطبية الأذربيجانية، التي تضم أكثر من نصف قرن، هي أكبر مركز علمي وطبي في أذربيجان بقاعدتها المادية والتقنية الغنية، والمباني التعليمية، والمهاجع الطلابية، والعيادات والمختبرات.وقد تم تجهيز مختبرات البحوث في الجامعة بمعدات ومعدات حديثة، مما يزيد من أهمية البحث العلمي ويخلق الموارد البشرية الكافية في مجال الطب.وإلى جانب العيادات الأربعة الموجودة، هناك 6 مبان تعليمية ومبنى إداري و 6 مساكن للطلاب تضم 1700 مقعدا.ولا يوجد سوى 11 طابقا من المباني التعليمية الحديثة التي تستوعب 2500 طالب.وهناك عدد من الأقسام النظرية في الجامعة، ومركز الإنترنت، ومكتبة فريدة من نوعها من حوالي مليون كتاب ودار نشر «تبيب».

## طب تقليدي
كانت المعارف المتعلقة بأساليب ووسائل علاج الأمراض بين الناس، من جيل إلى آخر، شكلا غير تقليدي من أشكال الطب.وخلافا للطب العلمي، فإن وسائل علاج الطب الشعبي لا تستند إلى الظروف النظرية.تم جمع هذه المعلومات من جيل إلى جيل من خلال مسارات لفظية، جمعت في عدد من المصادر المكتوبة، التي تنعكس في التقاليد والطبول، روايات الشعب.أخذوا الدم مرة واحدة في السنة لمنع المرض، بما في ذلك أمراض الجهاز التنفسي، تشنجات الجهاز الهضمي، والنيازك، وكذلك نهر رويا، والقرنبيط.استخدموا العسل في نزلات البرد، التوت، المعدة، واضطرابات الجهاز الهضمي.

## متحف أذربيجان الطب
المتاحف هي الأماكن المقدسة للعلوم والثقافة وتاريخ كل أمة.تم إنشاء متحف الطب الأذربيجاني في 2 يوليو عام 1984 من قبل وزارة الصحة في جمهورية أذربيجان (الوزير تيلات غاسيموف)، بهدف حماية تراث البلاد، ونقله إلى الأجيال القادمة والعمل رسميا منذ 29 يناير 1986.يقع مستشفى ناريمان ناريمانوف في تاريخ المتحف والمبنى المعماري في 1914-1917.وينعكس ذلك في واجهة باب مدخل المتحف.عند المدخل، تعتبر الفلسفة اليونانية العظيمة أسكليبي وبناته، جيجيرا وباناكيا، إلهة الأساطير اليونانية القديمة.إذا قارنا متحف الكتاب، فهي مجرد ملحمة.يتكون المتحف من تسع قاعات - خلية.في القاعة الأولى، يتضح تمثال نصفي لأبو علي بن سنان، وهو من أعظم علماء القرن الثاني عشر، بمخطوطة الطبعة 1143 من قانون علم الطبيب الذي يدرس في العديد من الجامعات الطبية في أوروبا.ويحتفظ أصل المخطوطة بمعهد فوزولي للمخطوطات التابع لأكاديمية العلوم الوطنية الأذربيجانية.كما تضم هذه القاعة تمثال نصفي لأبقراط (460-377 قبل الميلاد)، وهو أساس الطب العلمي، وجزء من أصله الشهير.وقد تم طبع عناصر مختلفة من اليونانية القديمة والرومانية، أذربيجان في العصور الوسطى، الطب الشرقي والغربي الأوروبي على لوحات النحاس من خلال الجدار.
في القاعة التالية لتدشين حيدر علييف من أجل الصحة والتنمية الصحية للسكان في أذربيجان افتتح في باكو وغيرها من المدن خلال قيادة الزعيم العظيم، مع أحدث المعدات والمعدات والإمدادات الطبية ومراكز متخصصة للتحالف والاتحاد السوفياتي السابق والدول الأجنبية وإعداد العديد من الموظفين المؤهلين تأهيلا عاليا.ويتزامن المؤتمر الأول لأطباء الميدان، ومؤتمر أطباء العيون، ومعهد البحوث العلمية لأمراض القلب مع هذه الفترة.وهنا صور تظهر مشاركة حيدر علييف في مختلف المؤتمرات والاجتماعات مع العاملين في مجال الرعاية الصحية، وتعاونه مع مستيسلاف روستروبوفيتش، مايكل ديبيكي وإحسان دوغراماتشي بشأن القضايا الصحية.كما عرضت في هذه القاعة صور للعاملين الأكفاء في العلوم والأكاديميين زريفا ألييفا، فضلا عن الوثائق المتعلقة بالأنشطة المتعددة التخصصات، وهي خدمات لا تقدر بثمن في تطوير طب العيون في أذربيجان.وتحدث القاعة الأخيرة للمتحف عن العمل المنجز في مجال الصحة تحت قيادة خلف خليفة الزعيم الوطني حيدر علييف - الرئيس إلهام علييف.وتشكل المرافق الطبية التي تم بناؤها حديثا والمجددة بشكل جيد والمجهزة بأحدث المعدات دليلا على هذا النشاط.وينتهي المعرض بمعلومات عن الأفراد الذين كانوا وزير الصحة منذ عام 1918 حتى اليوم.

## معرض صور

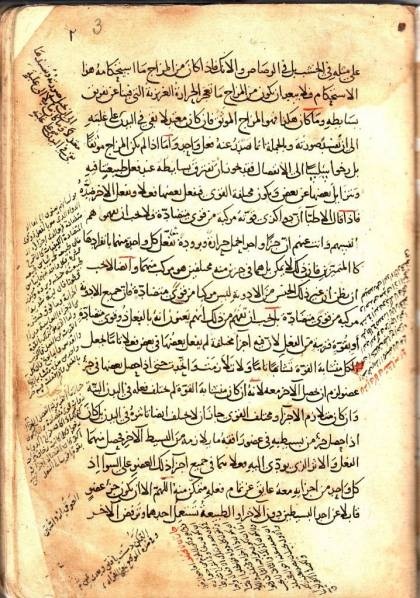
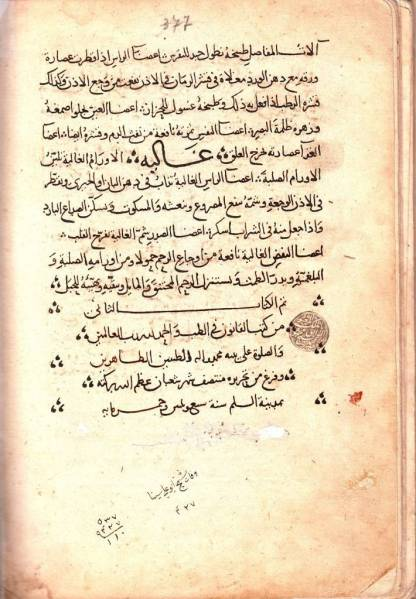
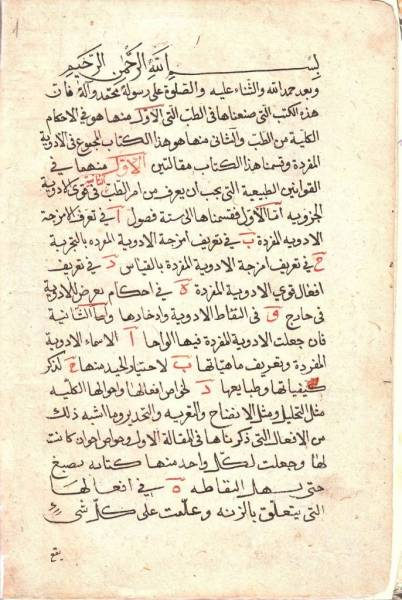
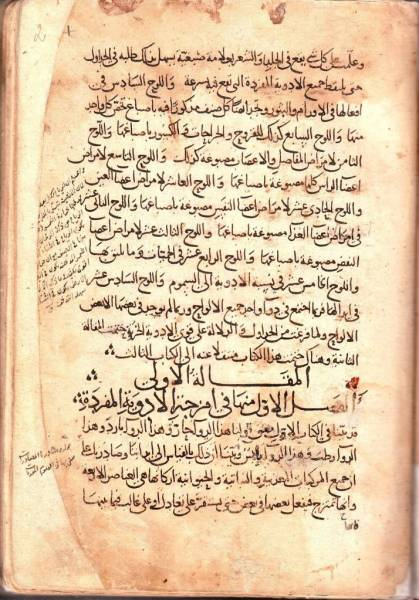

## روابط خارجية
- موقع وزارة الصحة في جمهورية أذربيجان